# Магистрална система на Съединените щати
Магистралната система на САЩ (United States Highway System) е цялостна система от пътища в САЩ, номерирани от националната пътна система на САЩ. Обозначението и номерацията на пътната система е била съгласувана с всички щати и често тази система от пътища се наричат федерални автомагистрали, въпреки че от момента на създаването ѝ през 1926 г., поддържането и ремонта на пътищата се извършва от щатските и местните власти.
Маршрутите и номерата на пътищата се координира от Американската асоциация на служещите в държавните пътища и траспорта (AASHTO)). По принцип пътищата с нечетни номера в общи линии имат посока юг-север, като номерацията нараства от изток на запад. а пътищата с четни номера имат направление запад–изток и номерацията им нараства от север на юг. Номерацията се увеличава от 1 на изток до 101 на запад и от 2 на север до 98 на юг. Междущатско шосе 101 се счита, че е двуцифрено, като първата цифра е 10). Номерата на главните пътища от север на юг обикновено завършват на 1 (единица), а номерата на главните пътища от изток на запад завършват на 0. Пътищата с тризначни номера, по правило, дублират или преминават успоредно на пътищата с еднозначни или двузначни номера. Например шосе 201 е разклонение в щата Мейн на Магистрала 1 на САЩ. По принцип третата (най-лява) цифра в номера на съответното шосе също нараства от север на юг и от изток на запад. Например на магистрала 60 отклонението 160 е в щата Мисури, 260 в Оклахома, 360 в Тексас, 460 и 560 в Ню Мексико.
На някои участъци междущатските шосета се разделят, като към номерата им се добавят специални обозначения за алтернативни, бизнес- или обходни пътища и те също са подчинени на (AASHTO). Така например магистрала 11 в района на град Бристол щата Вирджиния се разделя на източен 11E и западен 11W участъци, които отново се събират в района на град Ноксвил, щата Тенеси. В някои случаи (магистрала 6N) в Пенсилвания не се събира с отново с магистрала 6. За алтернативните и бизнес-пътищата към номера на съответното шосе се добявят суфикси (А за алтернативни и В за бизнес-шосета).
Разширението на системата от междущатските пътища продължава до 1956 г., когато е създадена Междущатската магистрална система. Строителството на междущатските автомагистрали на големи участъци заместват старите междущатски шосета на САЩ, но въпреки това и системата на старите междущатски шосета обеспечава достъпа до много обекти с регионално значение и в нея продължават да влизат нови пътища. За да се избегне объркването в номерацията на междущатските шосета и междущатската магистрална система, създадена през 1950-те години, номерацията на междущатските магистрали нараства от юг на север и от запад на изток.